# Ashingdon
Ashingdon is een civil parish in het bestuurlijke gebied Rochford, in het Engelse graafschap Essex. De plaats telt 3634 inwoners.